# L'Espresso
L'Espresso es una revista política, económica, cultural italiana que pertenece al Gruppo Editoriale L'Espresso, una sociedad que cotiza en bolsa y cuyo mayor accionista y presidente es Carlo De Benedetti. La revista es semanal y se edita los viernes. 

## Historia
La revista nace en octubre de 1955 bajo el nombre de Società editrice "L'Espresso". El propietario y editor es el industrial Adriano Olivetti, y Carlo Caracciolo es otro de los socios fundadores. Como director administrativo se nombra a Eugenio Scalfari, y de la dirección se encarga Arrigo Benedetti. El primer número se edita en Roma el 2 de octubre de 1955, con 16 páginas y formato de gran tamaño.
En 1957 Adriano Olivetti abandona el proyecto por diferencias con la línea política de la revista, cediendo el grueso de sus acciones a Caracciolo, y en menor medida a Benedetti y Scalfari. En 1963 la dirección pasa a Scalfari, y la revista alcanza los 5 millones de ejemplares vendidos desde su creación. En 1965 las fotografías de los artículos y de los anuncios comienzan a publicarse en color. En 1967 se alcanza una tirada de 100.000 copias por número. En 1969 el semanal es enriquecido con la inserción de un anexo a todo color de 32 páginas y formato de 26 x 34 cm. a todo color. El 20 de marzo de 1974 L'Espresso edita su primer número con formato tabloide, y al año siguiente la sociedad editora pasa a denominarse Editoriale L'Espresso. En el otoño de 1986 la sección de Negocios y Financias de la revista se separa de la revista para integrarse en el periódico La Repubblica.

## Investigaciones célebres y orientación política
EL semanal ha publicado a lo largo de su historia un buen número de investigaciones que han desembocado en algunos casos en juicios fomales históricos. La corrupción política, el negocio de la prostitución, la mafia, la corrupción de la industria farmacéutica, los asuntos financieros de la Santa Sede, o el monopolio de la RAI son tan sólo algunos de los asuntos que han desfilado entre sus páginas. 
Como el periódico hermano La Repubblica, editado también por De Benedetti, L'Espresso ha sido tradicionalmente considerada como una publicación de izquierdas. En este sentido, L'Espresso ha sido portavoz de diversas batallas civiles en, entre las que cabe destaca la aprobación de la ley del divorcio, su defensa al "NO" en el referéndum abrogatorio propuesto por la Iglesia católica, por el que se intentaba reformar las estructuras políticas de la república, su defensa en favor de la ley del aborto, o sus campañas contra el mopolio de facto ejercido por la RAI y contra el expresidente Giovanni Leone, que desembocó en la dimisión del político. 

## Secciones y colaboradores
Durante muchos años, las secciones fijas del semanario han sido la de cine, a cargo de Alberto Moravia, la de arquitectura (Bruno Zevi), la de televisión (Sergio Saviane), la de literatura (Enzo Siciliano) y la de moda, de Camilla Cederna. Otras firmas habituales han sido las de Umberto Eco, Giorgio Bocca, Eugenio Scalfari, Giampaolo Pansa, Enzo Biagi, Michele Serra, Peter Gomez, Edmondo Berselli, Marco Travaglio, Massimo Riva, Sandro Magister, Roberto Saviano o Jeremy Rifkin.

## Directores
- Arrigo Benedetti (2 de octubre de 1955 - 2 de junio de 1963)
- Eugenio Scalfari (9 de junio de 1963 - 24 de marzo de 1968)
- Gianni Corbi (31 de marzo de 1968- 5 de abril de 1970)
- Livio Zanetti (12 de abril de 1970- 1 de julio de 1984)
- Giovanni Valentini (15 de julio de 1984- 7 de julio de 1991)
- Claudio Rinaldi (14 de julio de 1991-29 de julio de 1999)
- Giulio Anselmi (5 de agosto de 1999- 7 de marzo de 2002)
- Daniela Hamaui (14 de marzo de 2002 - 5 de agosto de 2010)
- Bruno Manfellotto (12 de agosto de 2010 - 9 de octubre de 2014)
- Luigi Vicinanza (17 de octubre de 2014 - 29 de julio de 2016)
- Tommaso Cerno (29 de julio de 2016 - 25 de octubre de 2017)
- Marco Damilano (25 de octubre de 2017 - presente)